# Aba (Nigèria)
Aba és la ciutat més poblada de l'Estat d'Abia, del Sud de Nigèria. Està a la riba del riu Aba. Aba fou establerta pels igbos de Nigèria com una ciutat-mercat i posteriorment l'administració colonial britànica hi va emplaçar un centre militar el 1901. La ciutat va esdevenir un punt de recollida de productes agrícoles que els britànics portaven amb el ferrocarril cap a Port Harcourt. Aba és el centre comercial i la ciutat més important de la regió i està envoltada per petites ciutats i vil·les. El poble indígena d'Aba són els ngwas. La ciutat és reconeguda pels seus artesans. El 2004 tenia una població estimada d'1.020.900 habitants.

## Història
Originalment ocupada pel clan Ngwa del poble Igbo, l'actual localització de la ciutat d'Aba està basada en una terra que Eziukwu va concedir a la corona britànica. Aba fou el centre administratiu del govern colonial britànic. És el centre comercial més important de l'antiga regió Est de Nigèria. El 1901 els britànics hi van fundar un centre militar; el 1915 una línia de ferrocarril la va unir amb Port Harcourt, ciutat a la que hi transportava béns agrícoles. El 1929 Aba va viure una revolta de les dones Igbos, fet conegut com Aba Women's Riots en la qual protestaven contra les taxes colonials.
Aba està envoltada de pous e petroli. Hi ha carreteres que uneixen Aba amb Port Harcourt, Owerri, Umuahia, Ikot Ekpene i Ikot Abasi.

## Religió
Aba ha jugat un rol important pels cristians evangelistes al Sud-est de Nigèria d'ençà que els britànics hi van instal·lar la Church Missionary Society (CMS), un vehicle evangelista des de la que l'església anglicana va utilitzar per a implantar el que avui en dia ha esdevingut l'església anglicana de Nigèria. El 1923 es va establir a la ciutat l'Església Adventista del Setè Dia.
L'església catòlica també diverses esglésies a la ciutat, la més gran de les quals és la Catedral de St. Joseph, seu episcopal.
L'església evangèlica de Nigèria té molts seguidors a la ciutat. L'església African Gospel fou fundada pel Bisbe Ogudoro, fundador d'aquesta.
A la dècada del 1960 un grup de nigerians van descobrir informació sobre l'Església de Jesucrist dels Sants dels Darrers Dies, però aquesta església no es va establir a Aba fins a finals dels anys 70 del Segle XX.
A la ciutat també hi ha musulmans i mesquites.

## Educació
La ciutat té més de 90 escoles primàries.

## Transport
Aba té una estació de ferrocarril. Aba és el centre de l'eix del transport per carretera de la seva regió. És la segona ciutat de l'est de Nigèria que té més volum diari de transport. El 2012 es va proposar d'instal·lar-hi un sistema de monorail.

## Persones notables
- Uche Agbo, exfutbolista professional.[8]
- Onyekachi Apam, futbolista professional, internacional amb les seleccions sub-20 i absoluta de Nigèria.[9]
- Ola Balogun, director de cinema.
- MIchael Emenalo, exfutbolista i entrenador de futbol, internacional amb la selecció absoluta de Nigèria.[10]
- Emeka Ezeugo, exfutbolista i entrenador, internacional amb la selecció absoluta de Nigèria.[11]
- Emeka Ifejiagwa, exfutbolista professional, internacional amb la selecció absoluta de Nigèria.[12]
- Benedict Iroha, exfutbolista i entrenador, internacional amb la selecció absoluta de Nigèria.[13]
- Maxwell Kalu, futbolista professional.[14]
- Pascal Ojigwe futbolista professional, internacional amb la selecció absoluta de Nigèria.[15]
- Onyekachi Okonkwo, futbolista professional, internacional amb la selecció absoluta de Nigèria.[16]
- Ikechukwu Uche, futbolista professional i internacional amb la selecció absoluta de Nigèria, jugador a la lliga espanyola de futbol.[17]
- Rems Umeasiegbu escriptor i novel·lista.[18]